# Односи Србије и Гвајане
Односи Србије и Гвајане су инострани односи Републике Србије и Кооперативне Републике Гвајане.

## Билатерални односи
Дипломатски односи између Србије(СФРЈ) и Гвајане су успостављени 1968. године

### Политички односи
Посета бившег МСП В.Јеремића Гвајани 2011.

### Економски односи
- У 2020. извоз из Србије је износио 33.000 УСД, док је забележен само симболичан увоз (2.000 долара).
- У 2019. укупна робна размена износила је тек 10.500 америчких долара.
- У 2018. разммењено је укупно робе за само 15.000 УСД.[1][2]

### Некадашњи дипломатски представници

#### У Џорџтауну
- Марин Гершковић, амбасадор, 1986—
- Јанко Лазаревски, амбасадор, 1981—1986.
- Милан Зупан, амбасадор, 1976—1981.